# Felgen Orkester
Felgen Orkester és un grup de folk-rock sami de Karasjok que canta en sami del nord. Combina el folk amb el pop el rock i el yoik.
El grup va néixer el 2011, i és un dels grups samis més populars. La seva cançó Buolli Dolla tenia el 2020 més d'un milió d'escoltes a Spotify.
Han publicat 3 àlbums. El 2018 el grup va guanyar el Sami Music Awards.

## Membres
- Nils Mikael Hætta Hansen – guitarra elèctrica, veu
- Morten Ailo Hansen – baix
- Petter Tretnes Hansen – guitarra, veu
- Henning Anti – mandolina
- Johan Biti – percussió
- Rolf Morten Anti Amundsen – acordió
- Gisle Soleng – joik

## Discografia
- 2015 Skealbma Mojit
- 2016 Duhát jági geahčen
- 2019 Mirko Čalmmit